# Siad Char
Siad Karime Char Tinoco (Cartagena de Indias, 25 de enero de 1985) conocida simplemente como Siad Char es una modelo, presentadora de televisión, y ex reina de belleza colombiana, conocida por representar a Cartagena en Concurso Nacional de Colombia y Belleza 2006 llegando al top diez y representar a Colombia en Miss Intercontinental 2007 y más recientemente por ser presentadora de farándula de Noticias Caracol.

## Biografía
Nació el 3 de agosto de 1985 en Cartagena de Indias y es de ascendencia libanesa. Sus padres son José Miguel Char y Katty Tinoco. Comunicadora social y periodista de la Universidad de la Sabana en Bogotá.

## Carrera

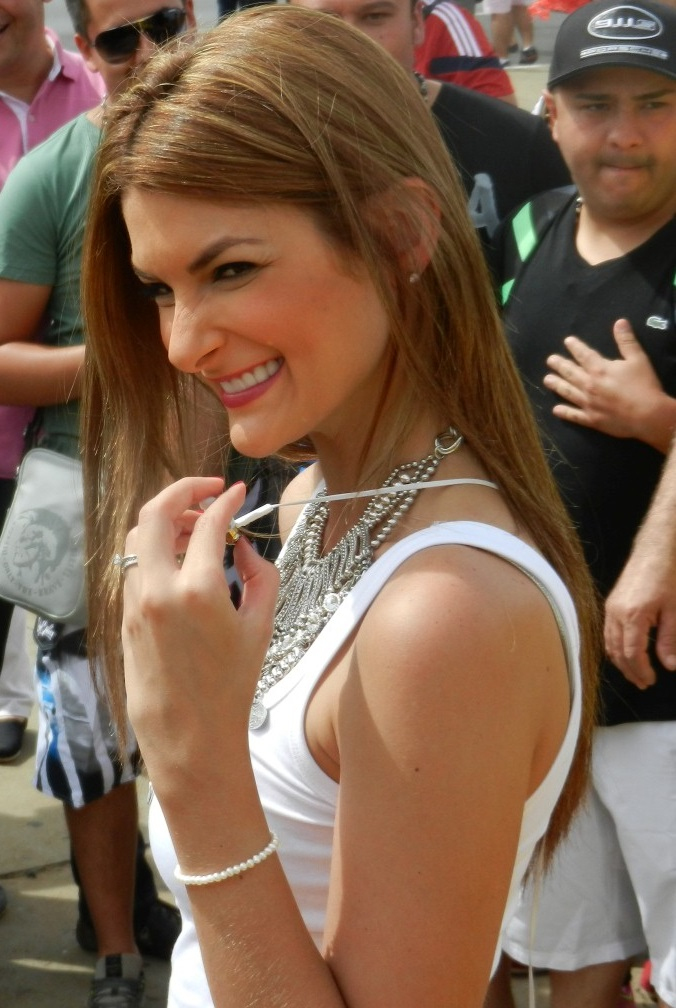
Siad Char en Brasilia, cubriendo la participación de la selección de fútbol de Colombia en el Mundial de 2014.

Fue participante del Concurso Nacional de Belleza 2006 en Cartagena de Indias, quedando como semifinalista del reinado, ganado por la representante del departamento del Cesar, Eileen Roca.
En esa posición un año después concursó en Miss Intercontinental 2007 llevado a cabo en Mahé, Seychelles, en donde resultó ganadora Nancy Afiouni de Líbano, sin embargo no llegó con las manos vacías ya que ganó el título de Traje Nacional de Miss Intercontinental.
En el presente hace parte de la agencia de modelos colombiana Stock Models y ha modelado en eventos como Colombiamoda, Ixelmoda, Colombiatex e Ibagué Maquilla y Moda todos en Colombia.
Comenzó en Noticias Caracol presentando la sección de entretenimiento de las siete de la mañana, luego terminó por conducir los sábados y domingos la emisión de entretenimiento, y más adelante fue la conductora de esta misma sección en la edición central del día de lunes a viernes. Ha sido enviada a varios eventos nacionales e internacionales como Miss Universo 2009 en Bahamas y Miss Universo 2012 en Las Vegas, como reportera de Noticias Caracol en ferias y fiestas alrededor del país. Además ha sido la visitante de realitys como Desafío 2010, Desafío 2011 y La Granja Tolima.

## Vida personal
La presentadora sostuvo una relación sentimental con Luis Miguel Román.
Contrajo nupcias con el periodista y economista, Luis Carlos Vélez desde el 2013 y con quien tiene 2 hijos llamados Hannah nacida en 2016 y Simón nacido en 2021. Su boda fue el 6 de diciembre de 2013 en la ciudad de Cartagena de Indias, organizada por Mary Cueter Bodas & Eventos; la fotografía y vídeo estuvieron a cargo del fotógrafo Antonio Florez.

## Trayectoria
- Noticias Caracol (2009-2015)

## Premios y nominaciones
| Año  | Premio                        | Categoría                            | Trabajo          | Resultado |
| ---- | ----------------------------- | ------------------------------------ | ---------------- | --------- |
| 2014 | Premios TVyNovelas (Colombia) | Mejor presentador de entretenimiento | Noticias Caracol | Nominada  |